# 17880 Vanessaparker
17880 Vanessaparker este o planetă minoră (asteroid), cu un diametru de 6,708 km, din centura de asteroizi. A fost descoperită pe 18 ianuarie 1999 la Magdalena Ridge Observatory⁠(d) de Lincoln Near-Earth Asteroid Research. 
Obiectul prezintă o orbită caracterizată de o semiaxă mare de 3,0393918 UAi, o excentricitate de 0,01, o înclinație de 8,71843 ° în raport cu ecliptica.